# Millenniumi emlékmű (Brassó)
A brassói millenniumi emlékmű (a köznyelvben helytelenül Árpád-szobor) egyike volt az 1896-ban emelt hét magyarországi „vidéki emlékműnek”, melyek emléket állítottak a magyar honfoglalásnak az ország különböző pontjain. A Cenk tetején emelt 21,5 méter magas alkotás egy honfoglaláskori vitézt ábrázolt egy dór oszlop tetején, mely egy hengeres, lépcsős talapzaton állt. Számos alkalommal volt magyar hazafias rendezvények helyszíne, ugyanakkor a brassói románok és szászok nem nézték jó szemmel jelenlétét. 1913 szeptemberében megpróbálták felrobbantani, aminek következtében megrongálódott, majd néhány hónap múlva egy vihar alatt ledőlt. A szoborfejet megőrizték és 2017-ben kiállították az evangélikus templom udvarán.

## Története

### Háttér
A honfoglalás évfordulójának megünneplése legelőször az 1880-as években merült fel, és adminisztratív okokból 1896-ot jelölték ki a millenniumi ünnepségek dátumául. Az év közeledtével Thaly Kálmán javaslatára tervbe vették több „maradandó emlék” létrehozását Magyarország területén, mint a magyar nemzeti és állami eszme kifejezéseit. A budapesti fő millenniumi emlékmű mellett hét országos (vidéki) műalkotást is terveztek; egyeseket történelmi jelentőségű helyekre (Pannonhalma, Ópusztaszer), másokat pedig „az ország kapuinál”, hogy „a ki belép az országba, tudja, hogy magyar földön jár, melynek ezer esztendős történelme van.”
A létesítmények és rendezvények tervét 1894. február 4-én terjesztették az Országgyűlés elé. „Árpád és vezérei emlékére hét ily pontot jelöl meg a bizottság, hová, lehetőleg kőből, de mindenesetre szikla-szilárd, hosszú időre szóló anyagból készült, nagyobb költségbe nem kerülő s egymástól eltérő alakú emlékoszlopok lennének állítandók. [...] 7-szer. A brassói Czenk-hegy ormán, mely az ország legdélkeletibb városa s a székelyföld háromszéki síksága fölött emelkedik s a keleti közlekedésünk fővonalát képező predeáli vasut alatta halad el, és a mely páratlanul regényes fekvésénél fogva, egy ily nagyobb szabású emlékoszlop felállítására rendkívül alkalmas.”
Az erdélyi emlékmű helyének kiválasztása nem volt egyértelmű; szóba került Kolozs vármegye, de a székelyföldi Budvár is. Végül több okból is a brassói Cenket jelölték ki az emlékoszlop helyeként, annak ellenére, hogy a városnak nem volt köze a honfoglaláshoz; egyrészt különleges fekvése miatt, másrészt, hogy „őrt álljon” az ország délkeleti kapujában, ahol a vasúti fővonal is elhalad; harmadrészt, hogy ellensúlyozzák a rossz emlékű osztrák–orosz győzelmi szobrot, melyet a szabadságharc 1849-es leverésének ünneplésére emeltek az osztrákok a Cenk-tetőn. A helyszínről Thaly Kálmán így vélekedett: „A Czenk Brassó fölött, az ország délkeleti szögletében, a legszebb pontoknak egyike a magyar korona összes területén. [...] Székelyek, szászok, oláhok laknak a tövében: mind e három nemzetiségnek szól tehát ott az emlék. Az oláhokat, szászokat figyelmezteti, hogy a magyar állam oltalma alatt élnek ők is; [...] a székelyeknek pedig biztató jelül szolgál, hogy az anyaország nem hagyandja el a maga véreit!”

### Építése és felavatása
A építkezés 1896 elején kezdődtek el Glasner Antal vállalkozó felügyelete alatt. Az anyagokat az Orenstein és Koppel által tervezett, állati erővel vontatott siklóval vitték fel a Rakodó-völgyből a Cenk tetejére; ez két vonalból állt: egyik a csúcs alá vitte a köveket, a másik pedig onnan emelte tovább azokat. Az idő szorítása miatt még éjszaka, fáklyák fényénél is dolgoztak. A mű és a munkálatok költsége 22 586 forint volt.
A magyar térfoglalást jelképező szobor nem aratott osztatlan tetszést a multietnikus Brassóban, ahol a magyarok csak a lakosság harmadát tették ki, a városvezetés pedig a szászok kezében volt. Mind a magyar nemzetépítést ellenző, autonómiát követelő szászok („zöldszászok”), mind a románok elhatárolódtak a milleniumi emlékműtől, felállítását ellenezték, avatásán nem vettek részt, jelenléte ellen nyíltan tiltakoztak. A szobor mindvégig „magyar” maradt, a magyarosítást elutasító többi nemzetiség sohasem fogadta magáévá. A Kronstädter Zeitung szerint a szászok gúnynak és túlkapásnak tekintették a szobrot, és „a város legszebb helyének megszentségtelenítéseként” tekintettek rá. A magyar jelleg bizonyos fokú ellensúlyozására Karl Lurtz néhány mellékalak hozzáadását javasolta, azonban az építmény terve nem változott. A román fogadtatás még radikálisabb volt, már felállítása előtt merényletet helyeztek kilátásba, a román aktivistáknak pedig a szobor lebontása után is évtizedek kellettek, hogy kiheverjék az építmény látványának traumáját.
A brassói (és ugyanakkor a dévényi) millenniumi emlékmű felavatására 1896. október 18-án, vasárnap került sor. Több különvonat indult Brassóba, és a városba érkezett Perczel Dezső belügyminiszter és Friedrich Müller szász püspök is. Müller pozitívan véleményezte a szoborállítási tervet, és álláspontjával a radikális „zöldszászokat” is lecsillapította. A reggeli szentmise után a városban tartózkodó előkelőségek, országgyűlési tagok, egyháziak, meghívottak a Cenkre vonultak, ahol Perczel Dezső belügyminiszter ünnepélyes beszédet mondott, és átadta a szobrot Karl Jacobi brassói szász polgármesternek „örök megőrzésre és gondozásra”. Az avatóünnepség után a városban folytatódtak a millenniumi rendezvények és ünnepélyek.
A következő években az emlékmű számos alkalommal volt magyar hazafias rendezvények, kirándulások helyszíne, és bevonták minden városi ünnepségbe. Az Erdélyi Kárpát-egyesület 1903-ban ünnepséget tartott a szobornál (ez volt egyben az EKE-zászló legelső kültéri útja), és a következő években is számos kirándulást szerveztek a Cenkre, minden alkalommal megkoszorúzva az emlékművet. 1907-ben Árpád halálának ezredik évfordulója alkalmából rendeztek itt ünnepséget; egy beszámoló szerint „Gyönyörű kép volt az, mikor a tanácsház terén összegyűlt több ezerfőnyi magyar, a szászok és románok élénk érdeklődése mellett d. u. 2 órakor zeneszóval a legnagyobb rendben és fegyelmezettséggel megindult. A Cenk-tetőre való fölvonulás az iskolák és testületek részvételével másfél óráig tartott. Fenn az emlék körül s alant a hegy nyergén s a sziklákon ünneplő sokaság tarkállott, káprázatos képet nyújtva, mintha egy új hódító sereg foglalná el az erdőkoszorúzta bérceket.”
A brassói volt a hét emlékmű közül az egyetlen, melyet támadások értek, annak ellenére, hogy őrszemekkel vigyáztatták: már felállítása előtt megrongálták, 1901-ben többször rálőttek, 1902-ben csákánnyal estek neki. 1903-ban az EKE költségén fémkerítéssel vették körül. 1905-ben bal karjának és pajzsának egy részét letörték, 1906-ban szász fiatalok a kerítést összetörték, a talapzatot bemocskolták. A brassói rendőrség általában az elkövetőkkel szimpatizált, és nem vonta felelősségre őket.

### Pusztulása
1913. szeptember 28-án házi készítésű bombával próbálták felrobbantani a szobrot, de a dinamit csak a talapzatban okozott kárt. A merénylettel Ilie Cătărău (Katarov) besszarábiai kémet és társait (Timoftei Kirilov, Eliad Coțofan) gyanúsították, azonban nem sikerült felelősségre vonni őket. Az esemény után a város magyar diákjai felvonultak a Cenkre, imádságokat és hazafias szónoklatokat mondtak, a papok pedig megáldották a „szent helyet”. Mindez azonban nem akadályozta meg a szobor pusztulását: a megrongált emlékmű az 1913. december 31-ére virradó éjszakán, egy hóvihar következtében ledőlt és összetört.
Több forrás azt állítja, hogy az emlékművet a merénylet pusztította el; a valóságban a szeptemberi robbantás csak a talapzatot rongálta meg, maga az oszlop a decemberi vihar alatt dőlt le (bár megjegyzendő, hogy a robbanás valószínűleg az egész szobortestben repedéseket okozott, meggyengítve azt). A Brassói Lapok tudósítása szerint „Aki ma reggel, a világosság első sugarainál a tiszta téli napfényben a Cenk felé tekintett, megdöbbenve látta, hogy a millenniumi emlékoszlopról eltűnt az Árpád korabeli harcost ábrázoló szobor. [...] A vizsgálat megejtése végett a hatósági kiküldöttek már a kora reggeli órákban felmentek a Cenkre és megállapították, hogy a szobrot csakis az éjjel pusztító szélvihar döntötte le, merényletről szó sem lehet.”
A szeptemberi robbantással gyanúsított (és tettét később bevalló) Cătărăut 1914-ben − miután Debrecenben az év februárjában szintén bombával megölt három embert – Bukarestben elfogták, azonban a román rendőrség akadályozta a nyomozást, a román titkosszolgálatok pedig Oroszországba szöktették.
A szobor újbóli felállítását több egyesület kérvényezte, a Műemlékek Országos Bizottsága pedig Láczai-Fritz Oszkár budapesti építészt kérte fel, hogy javaslatot tegyen az újjáépítésre. Felavatását 1914. júniusára tervezték, azonban a munkálatok el sem kezdődtek addig, majd a júliusban kitörő első világháború miatt a terv lekerült a napirendről. A még álló talapzatot a románok az 1916-os erdélyi betörés alkalmával felrobbantották (bár maradványait csak 1966-ban tisztították el teljesen). 1917-ben ismét szóba került az emlékmű felállítása, azonban a háború kimenetele miatt erre nem került sor.
A megmenekült szoborfej közel egy évszázadig a Brassó Megyei Történeti Múzeum raktárában hányódott; 2002-ben kiadták a magyar evangélikus egyháznak, majd 2017. október 15-én kiállították a brassói magyar evangélikus templom udvarán.

## Leírása
A 21,5 méter magas emlékmű kolozsmonostori mészkőből készült; tervezője Berczik Gyula, kivitelezője Jankovits Gyula szobrászművész. Talapzata 8 méter magas, bemélyedésekkel tagolt hengeres, lépcsőzetes tetejű idom volt, rajta címerrel; ezen egy 10 méteres, kanellúrás dór oszlop emelkedett. Az oszlop tetején egy 3,5 méteres szobor állt, mely egy Árpád-kori harcost ábrázolt (a köznyelvben elterjedt „Árpád-szobor” elnevezés helytelen, ugyanis a figura nem magát Árpád fejedelmet jelképezte, hanem egy honfoglaló vitézt). Ennek egyik kezében leeresztett szablya volt, másik keze címeres pajzson nyugodott.

## Képek

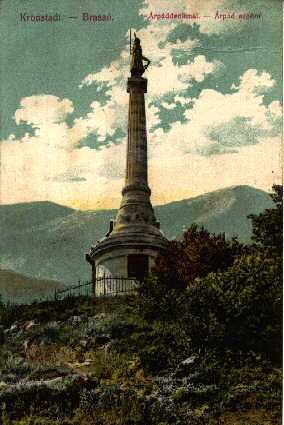
Az emlékoszlop képeslapon
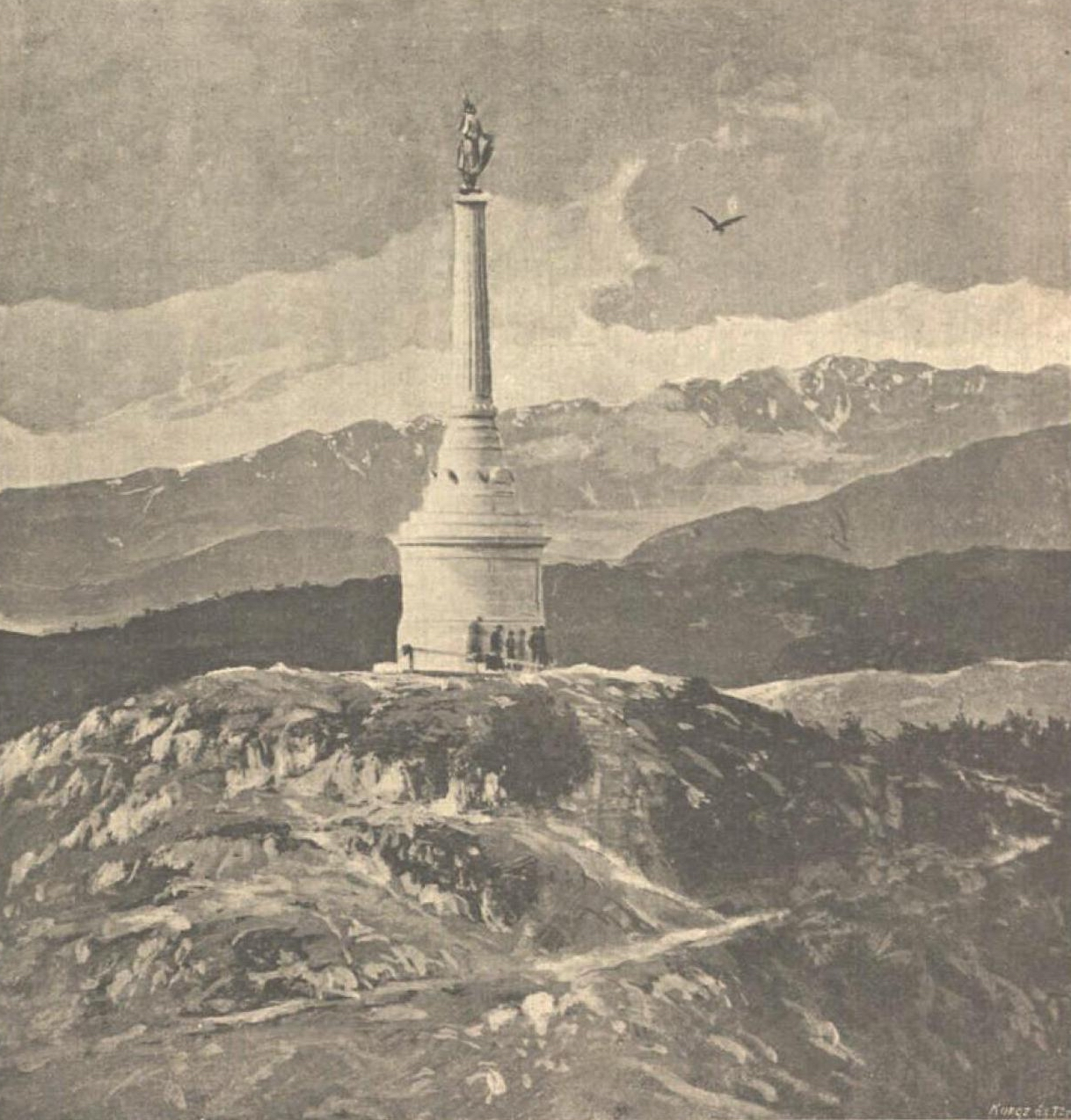
Az emlékoszlop metszeten
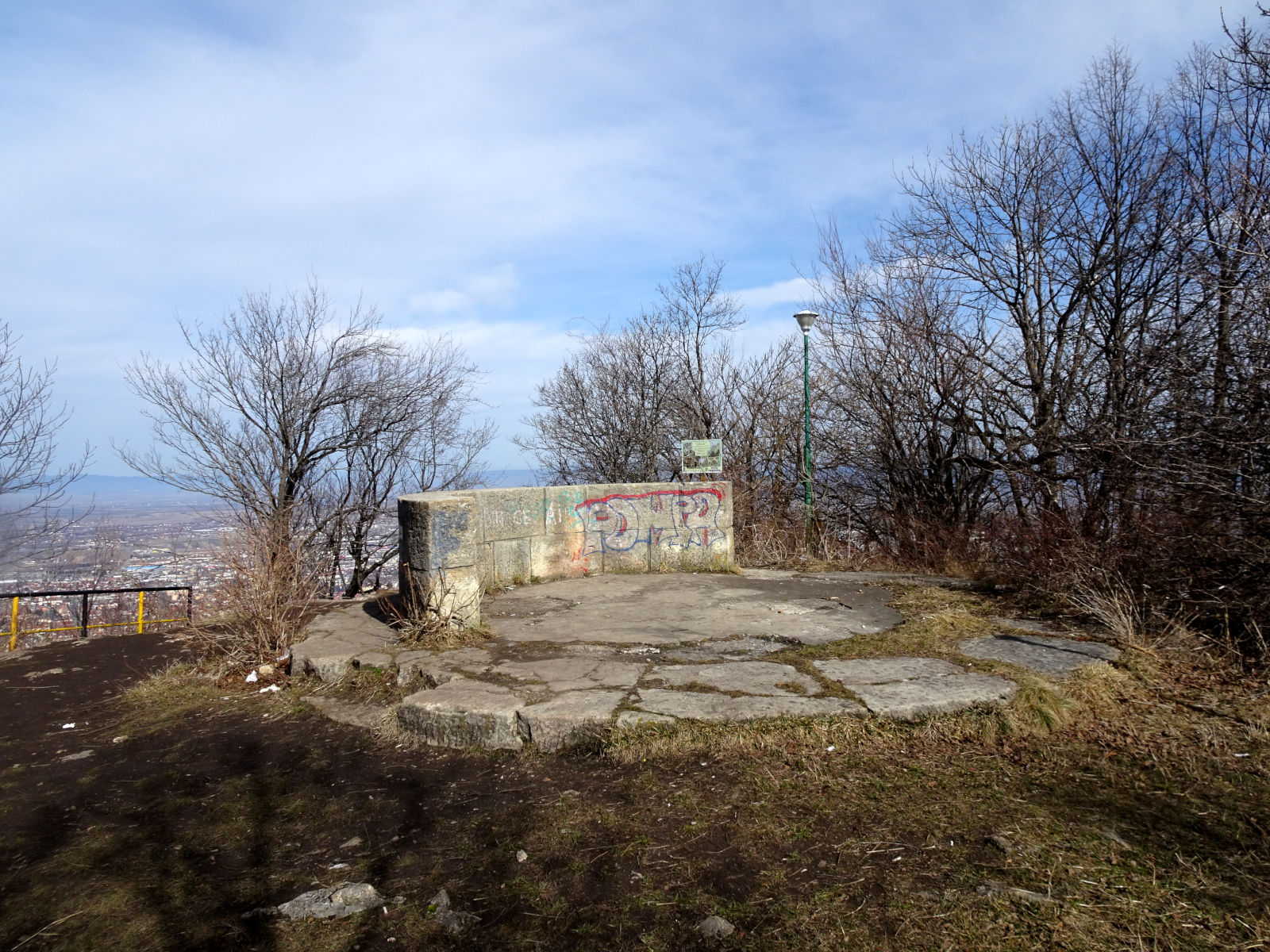
Az alapzat ma
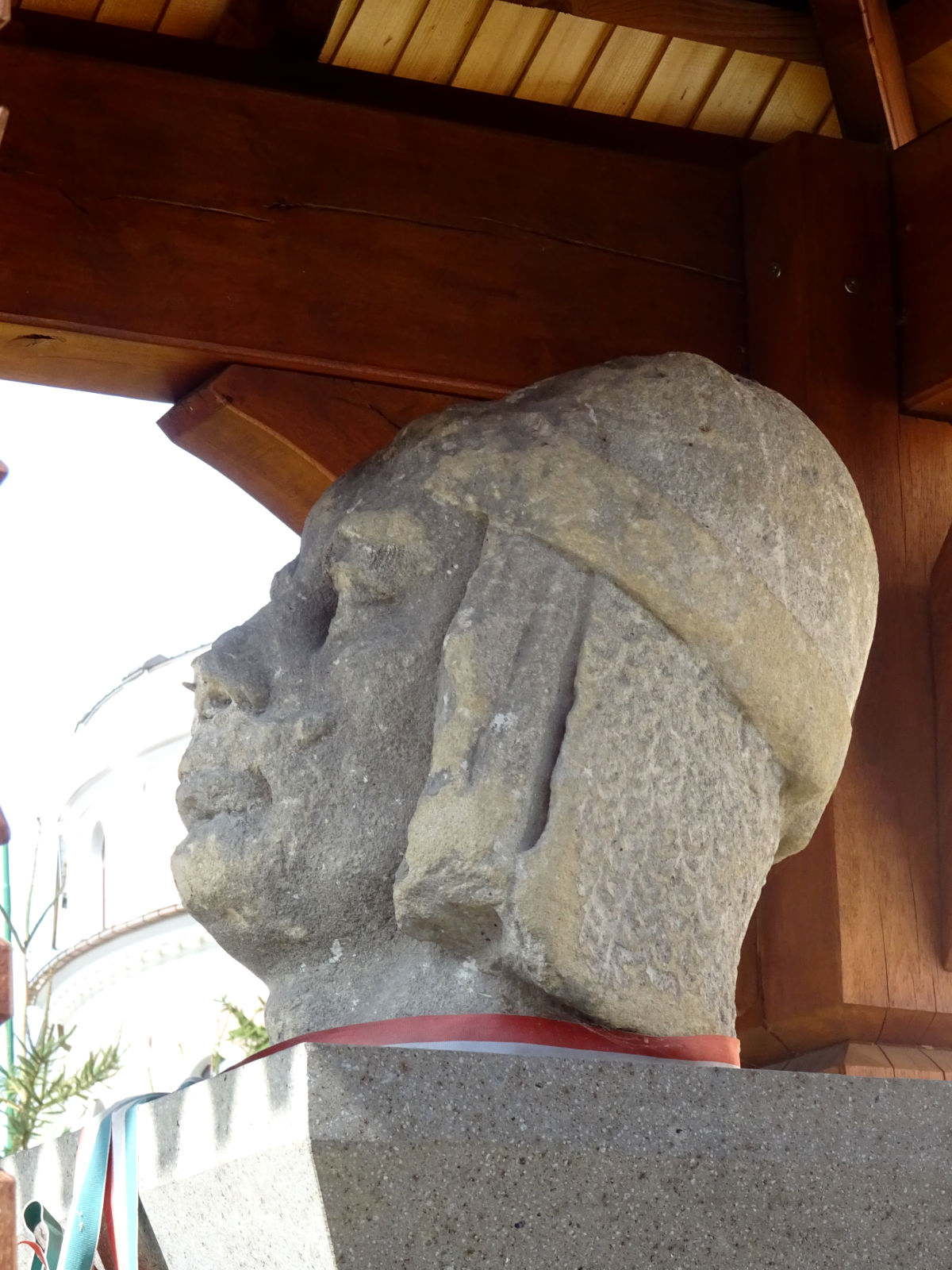
A megmentett szoborfej